# 베르카닉스
베르카닉스(Berkanix)는 초이락 게임즈의 데브루트 스튜디오에서 언리얼 엔진 3를 사용해 개발 중인 SF 대규모 다중 사용자 온라인 롤플레잉 게임이었으나 개발이 완전 중단되었다.

## 특징
《베르카닉스》(Berkanix)는 SF 대규모 다중 사용자 온라인 롤플레잉 게임의 새로운 장르를 시도했으며, 언리얼 엔진 3.0을 사용하여 섬세하고 사실적인 그래픽과 SF요소의 생동감 넘치는 움직임을 표현하였다. 전투의 흐름을 그대로 실현하기 위해 간편한 컨트롤 시스템을 도입하였고, 효율적인 전투상황에 맞춰 스펠창을 자동으로 변경해주는 스왑시스템을 제공할 예정이었다.
《베르카닉스》는 특정직업에 얽매이지 않아 무기와 방어구를 모두 사용할 수 있어 플레이어가 어렵지 않게 게임을 진행할 수 있었다. 영마석 아이템을 사용하여 장비에 장착함으로써 스킬을 따로 배우지 않고도 바로 사용할 수 있는 스펠시스템을 보여주었다. 무기와 스킬을 자유롭게 사용할 수 있어서인지 캐릭터의 빠른 성장이나 게임상황 흐름에 맞췄기 때문에 자유도가 높다고 평가되고 있었다. 특히 전투시 방어, 회피, 강타, 연타등의 다이나믹한 전투시스템은 빠르게 진행되는 게임속도를 늦추지 않고 숨겨진 스킬(Hidden Skill) 및 연계스킬을 사용함으로써 빠른 레벨업을 요구하는 플레이어들에게 좋은 반향을 일으키기도 했다.

## 개발
2011년 6월 13일에 《베르카닉스》의 개발 스튜디오 구성원 120명이 전원 해고되고 프로젝트가 완전 중단되었다. 2009년에 첫공개 이후 3년간 현재까지 100억여원의 비용이 들었으며 이 프로젝트를 폐기하고 다시 개발하거나, 여태까지 개발된 자료를 손질할것인지는 정해진 사안이 없다.